# Стефано Сабеллі
Стефано Сабеллі (італ. Stefano Sabelli, нар. 13 січня 1993, Рим) — італійський футболіст, правий захисник клубу «Дженоа». Грав за молодіжну збірну Італії.

## Клубна кар'єра
Народився 13 січня 1993 року в Римі. Вихованець футбольної школи місцевої «Роми».
У дорослому футболі дебютував 2012 року виступами у Серії B за «Барі», в якому попри юний вік відразу став основним гравцем захисту команди. За три з половиною роки дебютував й у Серії A, де півроку грав на умовах оренди за «Карпі».
Своєю грою за останню команду знову привернув увагу представників тренерського штабу клубу «Барі», до складу якого повернувся 2016 року. Цього разу відіграв за команду з Барі наступні два сезони своєї ігрової кар'єри. Граючи у складі «Барі» також здебільшого виходив на поле в основному складі команди.
До складу клубу «Брешія» приєднався влітку 2018 року. У першому ж сезоні у новій команді допоміг їй підвищитися у класі до елітного італійського дивізіону. Сезон 2019/20 провів у Серії A, був основним гравцем, утім не зумів допомогти команді зберегти прописку у цьому дивізіоні.
У січні-червні 2021 року виступав за «Емполі», після чого уклав чотирирічний контракт з «Дженоа». Спочатку мав складнощі з потрапланням до основного складу генуезців і першу половину 2022 року провів в оренді в друголіговій на той час «Брешії». Повернувшись із цієї оренди до «Дженоа», який на той час також опустився до Серії B, став стабільним гравцем основного складу, взяв участь у 30 іграх другого дивізіону і допоміг команді повернутися в елітну Серію A.

## Виступи за збірні
2011 року дебютував у складі юнацької збірної Італії (U-18), загалом на юнацькому рівні взяв участь у 20 іграх.
Протягом 2013–2015 років залучався до складу молодіжної збірної Італії. На молодіжному рівні зіграв у 10 офіційних матчах, включаючи дві гри молодіжного Євро-2015.

## Статистика виступів

### Статистика клубних виступів
Станом на 3 вересня 2023 року
| Сезон              | Команда            | Чемпіонат          | Чемпіонат | Чемпіонат | Національний кубок | Національний кубок | Національний кубок | Континентальні кубки | Континентальні кубки | Континентальні кубки | Інші змагання | Інші змагання | Інші змагання | Усього | Усього |
| Сезон              | Команда            | Ліга               | Ігор      | Голів     | Ліга               | Ігор               | Голів              | Ліга                 | Ігор                 | Голів                | Ліга          | Ігор          | Голів         | Ігор   | Голів  |
| ------------------ | ------------------ | ------------------ | --------- | --------- | ------------------ | ------------------ | ------------------ | -------------------- | -------------------- | -------------------- | ------------- | ------------- | ------------- | ------ | ------ |
| 2012–13            | «Барі»             | B                  | 29        | 0         | КІ                 | 1                  | 0                  | -                    | -                    | -                    | -             | -             | -             | 30     | 0      |
| 2013–14            | «Барі»             | B                  | 37+3      | 0         | КІ                 | 1                  | 0                  | -                    | -                    | -                    | -             | -             | -             | 41     | 0      |
| 2014–15            | «Барі»             | B                  | 31        | 2         | КІ                 | 1                  | 0                  | -                    | -                    | -                    | -             | -             | -             | 32     | 2      |
| 2015-січ. 2016     | «Барі»             | B                  | 21        | 1         | КІ                 | 1                  | 0                  | -                    | -                    | -                    | -             | -             | -             | 22     | 1      |
| січ.-черв. 2016    | «Карпі»            | A                  | 7         | 1         | КІ                 | 0                  | 0                  | -                    | -                    | -                    | -             | -             | -             | 7      | 1      |
| 2016–17            | «Барі»             | B                  | 32        | 0         | КІ                 | 2                  | 0                  | -                    | -                    | -                    | -             | -             | -             | 34     | 0      |
| 2017–18            | «Барі»             | B                  | 20+1      | 1         | КІ                 | 1                  | 0                  | -                    | -                    | -                    | -             | -             | -             | 22     | 1      |
| Усього за «Барі»   | Усього за «Барі»   | Усього за «Барі»   | 170+4     | 4         |                    | 7                  | 0                  |                      | -                    | -                    |               | -             | -             | 181    | 4      |
| 2018–19            | «Брешія»           | B                  | 29        | 0         | КІ                 | 1                  | 0                  | -                    | -                    | -                    | -             | -             | -             | 30     | 0      |
| 2019–20            | «Брешія»           | A                  | 36        | 0         | КІ                 | 1                  | 0                  | -                    | -                    | -                    | -             | -             | -             | 37     | 0      |
| 2020-січ. 2021     | «Брешія»           | B                  | 13        | 0         | КІ                 | 1                  | 0                  | -                    | -                    | -                    | -             | -             | -             | 14     | 0      |
| січ.-черв. 2021    | «Емполі»           | B                  | 12        | 0         | КІ                 | -                  | -                  | -                    | -                    | -                    | -             | -             | -             | 12     | 0      |
| 2021-січ. 2022     | «Дженоа»           | A                  | 7         | 0         | КІ                 | 2                  | 0                  | -                    | -                    | -                    | -             | -             | -             | 9      | 0      |
| січ.-черв. 2022    | «Брешія»           | B                  | 16+2      | 0         | КІ                 | -                  | -                  | -                    | -                    | -                    | -             | -             | -             | 18     | 0      |
| Усього за «Брешія» | Усього за «Брешія» | Усього за «Брешія» | 94+2      | 0         |                    | 3                  | 0                  |                      | -                    | -                    |               | -             | -             | 99     | 0      |
| 2022–23            | «Дженоа»           | B                  | 30        | 1         | КІ                 | 2                  | 0                  | -                    | -                    | -                    | -             | -             | -             | 32     | 1      |
| 2023–24            | «Дженоа»           | A                  | 2         | 0         | КІ                 | 1                  | 0                  | -                    | -                    | -                    | -             | -             | -             | 3      | 0      |
| Усього за «Дженоа» | Усього за «Дженоа» | Усього за «Дженоа» | 39        | 1         |                    | 5                  | 0                  |                      | -                    | -                    |               | -             | -             | 44     | 1      |
| Усього за кар'єру  | Усього за кар'єру  | Усього за кар'єру  | 322+6     | 6         |                    | 15                 | 0                  |                      | -                    | -                    |               | -             | -             | 343    | 6      |